# Scaptomyza xanthopleura
Scaptomyza xanthopleura är en tvåvingeart som beskrevs av Hardy 1965. Scaptomyza xanthopleura ingår i släktet Scaptomyza och familjen daggflugor. Inga underarter finns listade i Catalogue of Life.